# 伦纳德·麦科伊
伦纳德·H·麦科伊（英語：Leonard H. McCoy），昵称“老骨头”（英語：Bones），是星际旅行系列中的一个角色。由德福雷斯特·凯利饰演或配音的首位麦科伊出现在《星际旅行》的初代电视剧、动画片、前六部电影、《星际旅行：下一代》的试播集以及众多相关的小说、漫画与视频游戏中。在2009年的电影《星际迷航》中，卡尔·厄本出演了这一角色。

## 发展与饰演
凯利曾与《星际旅行》的创始人吉恩·罗登伯里在之前的多部电视剧试播集中合作过，罗登伯里将凯利视为饰演进取号星舰船医的最佳人选。然而，由于试播集囚笼（1964年）未能通过，罗登伯里遂采用了导演Robert Butler的建议，启用了John Hoyt出演Philip Boyce医生。在第二齣试播集《前人未至之境》（1966年）中，罗登伯里接受了导演James Goldstone的建议，让Paul Fix出演Mark Piper医生。尽管罗登伯里希望让凯利来出演船医的角色，但他从未将凯利的姓名提交给NBC；该电视网从未“拒绝”过罗登伯里所推荐的演员。
凯利第一次公开出演伦纳德·麦科伊医生是在男性陷阱（1966年）中。尽管他的角色非常突出，但凯利的合同却只授予他“主演”（featuring）的名衔；直到第二季时，在制片人Robert Justman的强力主张下，他才成为“领衔主演”（starring）。凯利对《星际旅行》的未来感到担忧，他对罗登伯里说，这个节目“不是上帝造万物以来最大的成功，就是最大的失败”。凯利在整部初代《星际旅行》电视剧中都扮演麦科伊，并在后来的动画版《星际旅行》中继续为该角色配音。
凯利年轻时曾希望成为一名医生，他的生活经历在某种程度上帮助他塑造了麦科伊这一角色：一位医生曾经“语气平淡地”将凯利母亲罹患癌症的消息告诉了他，这段经历成为了凯利塑造麦科伊形象的“磨料砂”。《星际旅行》编剧D. C. Fontana曾提到，尽管罗登伯里创造了整个系列，但凯利才是麦科伊的实际创造者；这个角色的一举一动都是凯利心血的凝集。对凯利而言，这项工作本身就是一场“折磨”（grueling）。
凯利、威廉·夏特纳与伦纳德·尼莫伊三人的关系“极度融洽”，这在他们分饰的麦科伊、詹姆斯·T·柯克舰长和科学官斯波克身上表现得十分明显。饰演乌乎拉的尼切尔·尼科尔斯提到，凯利是她“粗鲁的绅士朋友”，非裔美国人尼科尔斯与美国南方人凯利之间的友谊，正是罗登伯里希望通过《星际旅行》传达之信息的真实写照。
在2009年的电影《星际迷航》中，编剧罗伯托·奥利奇与亚历克斯·库兹曼将麦科伊视为柯克和斯波克关系的“仲裁人”（arbiter）。其中，斯波克代表的是“极端的逻辑与科学”，柯克则象征着“极端的感性与直觉”，而麦科伊的角色则是“一位性格鲜明的医生，实际上是一位非常人性的科学家”，他代表着“这两个极端，往往起到团结三人的黏合剂作用。”他们选择去表现麦科伊首次与柯克交上朋友的情景，解读了他们友谊中的“偏见”（bias）成分，说明了麦科伊对斯波克“略显轻视”的原因。厄本觉得，电影的剧本“非常忠于”原始角色，表现出了麦科伊“源于人性的伟大同情心及其易怒的脾气”，而这正是当年凯利为这位角色注入的内涵。为了学习麦科伊的口音，厄本特意请教了方言教师。

## 描写

在《星际迷航》（2009年）中，卡尔·厄本饰演的麦科伊

麦科伊出生于2227年，毕业于密西西比大学，是一名离了婚的男子。2266年，麦科伊成为了詹姆斯·T·柯克上校指挥的进取号星舰的总医官。麦科伊和柯克是“兄弟般”（brotherly）的朋友。脾气急躁、不时喜欢吵架的麦科伊经常同柯克的另一位知己——科学官斯波克争吵，他有时会对斯波克的瓦肯传统抱有偏见。麦科伊通常充当着柯克的良心，与斯波克的逻辑思维形成了鲜明的对比。麦科伊对科技怀有疑心，特别是传送器。作为一名医生，他尽可能地不对病人实施侵入式治疗，并且相信人体有着自我痊愈的能力。麦科伊的昵称“Bones”来自于“sawbones”一词，后者是英语中对外科医生的俚称（“saw bones”可直译成“锯骨者”）。
在《星际旅行：无限太空》（1979年）中，柯克将麦科伊召回了星际舰队；满腹忿恨的麦科伊说自己是被人“拖回来”（drafted）的。在《星际旅行II：可汗怒吼》中，斯波克在赴死前将带有其知识与经验的“灵魂”（katra）传给了麦科伊。这为麦科伊带来了极大的精神痛苦，他在《星际旅行III：石破天惊》（1984年）中与众人协力让斯波克的“灵魂”返回到了其复活的身体中。在《星际旅行IV：抢救未来》（1986年）的尾幕中，麦科伊成为了柯克指挥的联邦星舰进取号A的船员。在《星际旅行VI：未来之城》（1991年）里，麦科伊与柯克从克林贡的一处监狱星球中逃了出来，与其他进取号船员们一同阻止了破坏星际联邦与克林贡帝国和谈的阴谋。在《星际旅行：下一代》（1987年）的试播集远点遭遇战中，凯利再度出演了这一角色，在这次出演中，他只收取了银幕演员公会规定的最低报酬。1999年，德福雷斯特·凯利逝世，他的死让DC漫画在一册故事中记载了麦科伊的死亡。
在《星际旅行》动画片的幸存者（The Survivor）一集中，伦纳德·麦科伊提到他有一个女儿。
在2009年的《星际迷航》电影中（其故事情节发生在另一个平行的时空现实中），麦科伊与柯克在星际舰队学院成为了好友。麦科伊将自己加入星际舰队的原因归因于一场离婚，他说这场离婚让他只剩下一把“老骨头”（bones）。麦科伊后来还帮助柯克登上了进取号。

## 反响和文化影响
麦科伊是柯克倾诉的对象，是斯波克的衬托者。饰演柯克助手Janice Rand的Grace Lee Whitney认为，麦科伊是柯克的“朋友、私人酒保、心腹之交、顾问和牧师”。厄本认为，麦科伊的“急躁脾气是其真情实感的流露，是他为了做对事情的努力”，“柯克得益于斯波克的逻辑思维与麦科伊的道德观念，同时有着三个头脑来为他出谋划策。”Jennifer Porter与Darcee McLaren写到，在《星际旅行》中，麦科伊是“无理的成见、固执且一厢情愿的想法、感情用事、否认与压抑以及无法避免的过度焦虑”如何损害“科学的理性”的一个“非故意的”（unintentional）案例。
凯利说，他参加星际旅行大会时最兴奋的一件事，是许多人告诉他麦科伊这个角色促使他们选择了医学专业。
《卫报》称厄本表演的麦科伊取得了“空前成功”，《纽约时报》形容这一角色“怒目但有趣”。电子杂志Slate.com说，厄本饰演的麦科伊要比其他演员更为接近原作。

### “他死了，吉姆。”
麦科伊通常会用“他死了”（He's dead）、“他死了，吉姆”（He's dead, Jim）或其他类似的语句来宣布某人或某生物的死亡；该短语被认为是麦科伊的“招牌台词”。麦科伊的这句台词已经进入了流行文化的隐喻中，用以比喻各种各样毫无同情心的机器电路；例如为计算机系统添加警告音频的教程，在一齣动作英雄游戏中，这句话被用于提示玩家的对手已被消灭。麻省理工学院文学系助理教授Henry Jenkins亦引用了麦科伊的台词“他死了，吉姆”来作为爱好者们积极参与创造前卫文化的案例：在构建新式神话与新社会群体时，他们通过重复经典台词来获取愉悦感。凯利曾开玩笑说，这句台词将会出现在他的墓碑上。

### “我是医生，不是……”
麦科伊多次使用的“我是医生，不是......”（I'm a doctor, not a(n)...）句式是《星际旅行》的另一句流行语。在许多集中，当麦科伊必须执行与医学技能不相关的任务时，他就会说出这句话；比如在〈黑夜魔鬼〉（1967年）一集中，当他面对着罕见的硅基外星人“霍塔”时，就出现了这样的“经典场景”。《星际旅行：深空九号》中的医生朱利安·巴希尔（亚历山大·希迪希）与《星际旅行：航海家号》中的医生（罗伯特·皮卡尔多）都曾使用过该句式的变体；此外，还有许多其他的电视剧使用了该句式，例如《神秘博士》、《星际之门：亚特兰蒂斯》以及《机器鸡》。